# عبد الخالق الغانم
عبد الخالق الغانم (1958 - 18 مايو 2021) مُخرج سعودي. خريج معهد الفنون الجميلة في بغداد، قام بإخراج العديد من المسلسلات أبرزها طاش ما طاش.

## حياته
بدأ عبد الخالق مشواره الفني عام 1992 بإخراج تمثيلية رحلة صيد الذي تلاها مسلسل الانتظار (1993)، والخراش (1994). دخل الغانم إلى عالم طاش ما طاش عام 1995، واستمر بإخراج أجزائه إلى أن وصل إلى الجزء الخامس عشر عام 2007، وإضافة إلى ذلك فقد أخرج شوية ملح (2002) وجنون المال (2006)، وحارتنا حلوة (2008)، وسكتم بكتم (2010)، ومن الآخر (2012)، ويا تصيب يا تخيب (2012).

## قائمة الأعمال

### إخراج
- سناب شاف (2017)
- شد بلد (2016)
- مسرحية كشكول كو (2014)
- من الآخر (2012)
- يا تصيب يا تخيب (2012)
- سكتم بكتم (2010)
- شعبان في رمضان (2009)
- حارتنا حلوة (2008)
- طاش ما طاش 15 (2007)
- طاش ما طاش 14 (2006)
- مجاديف الأمل (2005)
- طاش ما طاش 13 (2005)
- طاش ما طاش 12 (2004)
- بيتنا الكبير (2003)
- طاش ما طاش 11 (2003)
- شوية ملح (2002)
- طاش ما طاش 10 (2002)
- طاش ما طاش 9 (2001)
- طاش ما طاش 8 (2000)
- الطيور (2000)
- طاش ما طاش 7 (1999)
- طاش ما طاش 6 (1998)
- طاش ما طاش 5 (1997)
- طاش ما طاش 4 (1996)
- طاش ما طاش 3 (1995)
- الخراش (1994)
- مسلسل الانتظار (1993)
- رحلة صيد (1992)

### تمثيل
- مسلسل شوية ملح (2002)
- طاش ما طاش (1995، 1997)
- مسلسل خزنة (1990)

## مرضه ووفاته
في يوم الجمعة 18 رمضان 1442هـ الموافق 30 أبريل 2021 أعلن عن إصابته بمرض سرطان البروستاتا. وتوفي في يوم الثلاثاء 6 شوال 1442هـ الموافق 18 مايو 2021 بعد صراع مع المرض عن عمر ناهز الثالثة والستين.